# Stele del sogno

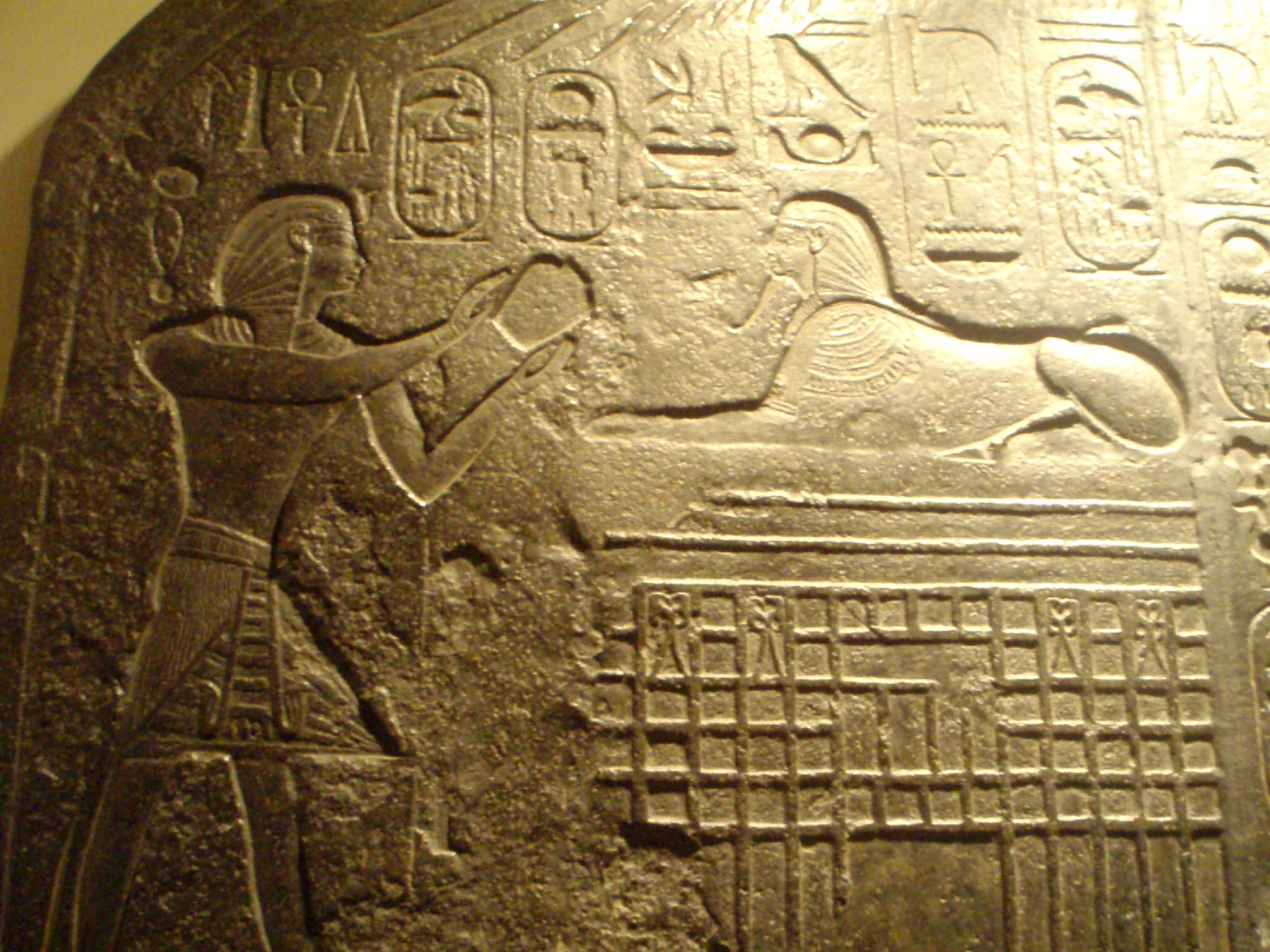
La Stele del Sogno, con il dettaglio della lunetta, riprodotta al Rosicrucian Egyptian Museum, San Jose.

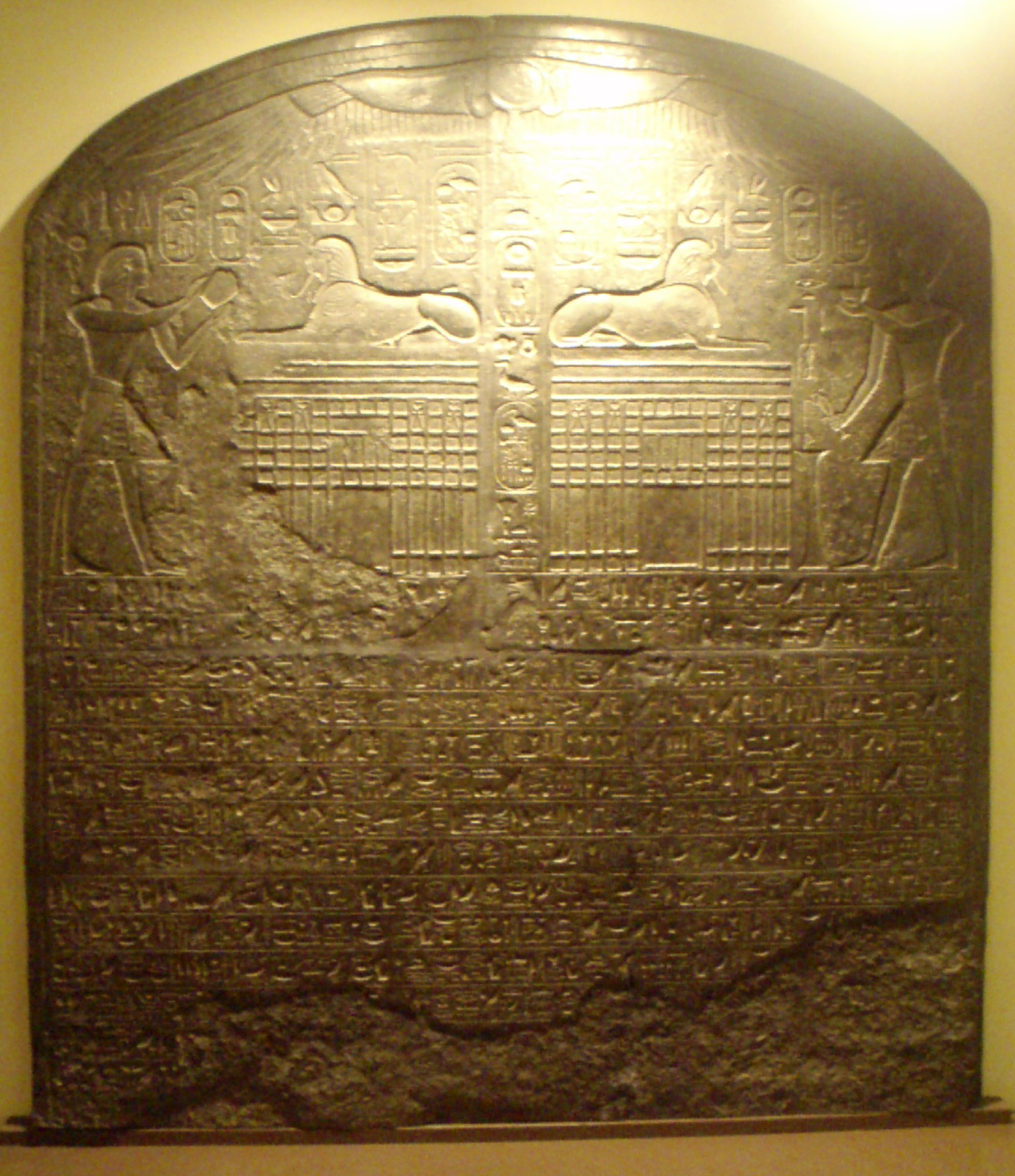
Riproduzione della "Stele del Sogno".

La Stele del sogno di Thutmose IV, anche detta Stele della Sfinge, fu eretta nel primo anno del suo regno, nel 1401 a.C.. Come fu poi consuetudine per i faraoni del Nuovo Regno, fa riferimento ad una legittimazione divina del potere faraonico. Si trova fra le zampe della Sfinge di Giza.
Si tratta di una stele verticale rettangolare, alta 3,6 metri e larga 2,18 metri, con 70 cm di profondità e pesa circa 15 tonnellate. La scena superiore nella lunetta mostra Thutmose IV mentre porta offerte alla Grande Sfinge.

## Testo (parziale)
I geroglifici presenti sulla stele, tradotti in italiano, recano le seguenti parole:
L'ultima parte dello scritto è andata perduta causa l'erosione della pietra.